# Кул (џез)
Кул је стил џеза настао крајем четрдесетих у Америци, на западној обали. За оснивача се најчешће узима Мајлс Дејвис. Други познати музичари овог стила су Пол Дезмонд, Стен Гец, и Дејв Брубек.